# Élections en Érythrée
Il n'existe pas d'élections en Érythrée du fait d'un régime dictactorial. Le président de l’Érythrée en fonction en 2025, Issayas Afewerki, est élu en mai 1993 par l'Assemblée nationale, qui le nomme aussi président de cette assemblée. L’Assemblée nationale compte 150 membres élus en 1993 au suffrage indirect, pour une période transitoire de quatre ans, qui a été reconduite indéfiniment depuis. Elle ne s'est pas réunie depuis 2002, le pouvoir législatif étant assuré par le président.
Des élections étaient prévues en 1997, puis reportées en 2001 avant d’être ajournées sans date précise avec pour raison avancée l’occupation de 20 % du territoire érythréen par l’Éthiopie. Des élections régionales ont lieu périodiquement, les dernières en mai 2003.
Le directeur du bureau du Président, Yemane Ghebremeskel, avait annoncé en 2004 l’ouverture au pluripartisme et des élections nationales, sans précision quant à la date.

## Sources
1. 1 2  (en) « Isaias Afwerki | Biography & Facts », sur www.britannica.com, 29 janvier 2025 (consulté le 9 février 2025)
2. ↑  « IPU PARLINE database: ERYTHREE (Hagerawi Baito), Informations générales », sur archive.ipu.org (consulté le 9 février 2025)
3. ↑  « L’Erythrée, pays le plus fermé d’Afrique, fête ses 30 ans », Le Monde,‎ 23 mai 2023 (lire en ligne, consulté le 9 février 2025)
4. ↑  Shebia.org, Interview of Mr. Yemane Gebremesekl, Director of the Office of the President of Eritrea, 3 avril 2004.